# Icejet
Icejet war eine isländische Fluggesellschaft mit Sitz in Reykjavík. 

## Geschichte
Icejet wurde im Jahr 2005 gegründet und betrieb ein Flugzeug, das im Charter für Privatleute und Firmen eingesetzt wurde. Die Gesellschaft befand sich im Besitz der Nordic Partners und war durch Jon Ingi Jonsson gegründet worden, der 2003 schon an der Gründung der kurzlebigen City Star Airlines beteiligt war. Obwohl Icejet eine isländische Fluggesellschaft war, war Mitte 2010 keines ihrer vier Flugzeuge in Island stationiert, sondern zwei am Flughafen von Oxford sowie eine am Flughafen Paris-Le Bourget und eine weitere in Riga. Mitte 2010 stellte Icejet den Flugbetrieb kurzfristig ein, er wurde jedoch im Herbst desselben Jahres wieder aufgenommen, jedoch mit einer verkleinerten Flotte. Zwischenzeitlich wurde der Betrieb jedoch wieder eingestellt, die Webpräsenz des Unternehmens ist nicht mehr erreichbar.

## Flotte
Zuletzt bestand die Flotte der Icejet aus einem Flugzeug:
- 1 Dornier 328-300 (abgestellt)